# Setaria equina
Setaria equina är en rundmaskart. Setaria equina ingår i släktet Setaria, och familjen Setariidae. Arten är reproducerande i Sverige.